# No Sacrifice, No Victory
No Sacrifice, No Victory – siódmy album studyjny grupy Hammerfall, wydany 20 lutego 2009 roku przez Nuclear Blast. Jest to pierwsza płyta zespołu na której na gitarze gra Pontus Norgren.

## Lista utworów
1. "Any Means Necessary" - 3:37
2. "Life Is Now" - 4:45
3. "Punish and Enslave" - 3:59
4. "Legion" - 5:38
5. "Between Two Worlds" - 5:30
6. "Hallowed Be My Name" - 3:58
7. "Something for the Ages" - 5:06
8. "No Sacrifice, No Victory" - 3:34
9. "Bring the Hammer Down" - 3:43
10. "One of a Kind" - 6:16
11. "My Sharona (The Knack cover)" - 3:57

## Twórcy
- Joacim Cans - śpiew
- Oscar Dronjak - gitara elektryczna, śpiew
- Pontus Norgren - gitara elektryczna, śpiew
- Fredrik Larsson - gitara basowa, śpiew
- Anders Johansson - perkusja

Gościnnie:
- Jens Johansson - organy, instrumenty klawiszowe (w piosence Between Two Worlds)
- Stefan Elmgren - gitara elektryczna (w piosence Bring the Hammer Down)

Dodatkowe głosy:
- Biff Byford
- Dave Hill
- Nicky Moore
- Billy King
- Olaf Zenkbiel
- Mats Rendlert
- Johan Aremyr
- Joacim Lundberg
- Markus Sköld
- Edward Janson

## Pozycje na listach
| Lista  | Kraj    | Pozycja |
| ------ | ------- | ------- |
| Top 60 | Szwecja | 2       |